# Jennie Johansson
Jennie Caroline Eleonore Johansson (Hedemora, 15 giugno 1988) è un'ex nuotatrice svedese.

## Carriera
Specializzata nella rana, ha vinto il titolo mondiale sulla distanza dei 50 metri ai campionati di Kazan' 2015, facendo segnare il crono di 30"05, terminando la gara davanti alla giamaicana Alia Atkinson e alla russa Julija Efimova.
Ha rappresentato la Svezia alle Olimpiadi di Rio de Janeiro l'anno successivo competendo nei 100 m rana e nella staffetta 4 × 100 m mista, discipline nelle quali è stata eliminata in semifinale.

## Palmarès
- Mondiali

Kazan' 2015: oro nei 50 m rana e argento nella 4 × 100 m misti.
- Europei

Budapest 2010: argento nei 100 m rana e bronzo nei 50 m rana.
Debrecen 2012: argento nei 100 m rana.
Berlino 2014: argento nei 50 m rana, nei 100 m rana e nella 4 × 100 m misti.
Londra 2016: oro nei 50 m rana.
- Europei in vasca corta

Istanbul 2009: bronzo nei 100 m rana.
Herning 2013: argento nella 4 × 50 m misti, bronzo nei 50 m rana e nei 100 m rana.